# Celestyna Kuborska
Celestyna Waleria Kuborska z d. Czarnota (ur. 30 września 1919 w Bystrej, zm. 7 lutego 2007 w Warszawie) – uczestniczka PWK, sanitariuszka, żołnierz WSOP Obw. AK Praga, od 1944 żołnierz LWP.

## Życiorys
Urodziła się 30 września 1919 w Bystrej na Śląsku Cieszyńskim jako córka Zygmunta Czarnoty i Marii z d. Wolskiej. Wychowywała się ze starszą siostrą i młodszym bratem. W 1921 razem z rodziną przeniosła się do Chorośnicy pod Lwowem, a od 1927 zamieszkała w Warszawie. W latach 1930−1935 Celestyna uczyła się w szkole powszechnej, a w latach 1935−1940 uczęszczała do Gimnazjum i Liceum im. Z. Łobusiewicz, w którym była drużynową Hufca Szkolnego Przysposobienia Wojskowego Kobiet. W międzyczasie ukończyła dwuletni kurs sanitarny PCK.
Po wybuchu wojny, 2 września ochotniczo dołączyła razem z koleżankami jako sanitariuszka do cofającej się w stronę Mińska Mazowieckiego jednostki artyleryjskiej. 13 września 1939 podczas trwającej bitwy pod Rudką została ranna i dostała się do niewoli niemieckiej. Do Warszawy ze szpitala jenieckiego powróciła w grudniu i zobaczyła, że jej dom rodzinny został zburzony. Od końca września 1939 do 1941 pracowała w znajdującej się przy ul. Tykocińskiej 32/34 na Pradze Przychodni Lekarskiej PCK nr 12, jako siostra sanitarna oraz sekretarka. Od 1941 do 1943 była w niej zatrudniona dorywczo, utrzymując siebie i matkę z korepetycji. Równocześnie uczyła się i w 1943 ukończyła na tajnych kompletach liceum. Od 1 kwietnia 1942 pełniła służbę jako żołnierz Wojskowej Służby Ochrony Powstania 5 Rejonu VI Obwodu AK Praga. W tym samym czasie pracowała jako telegrafistka na Dworcu Wschodnim i dzięki temu mogła przekazywać numery pociągów z transportami więźniów oraz z wojskiem niemieckim.

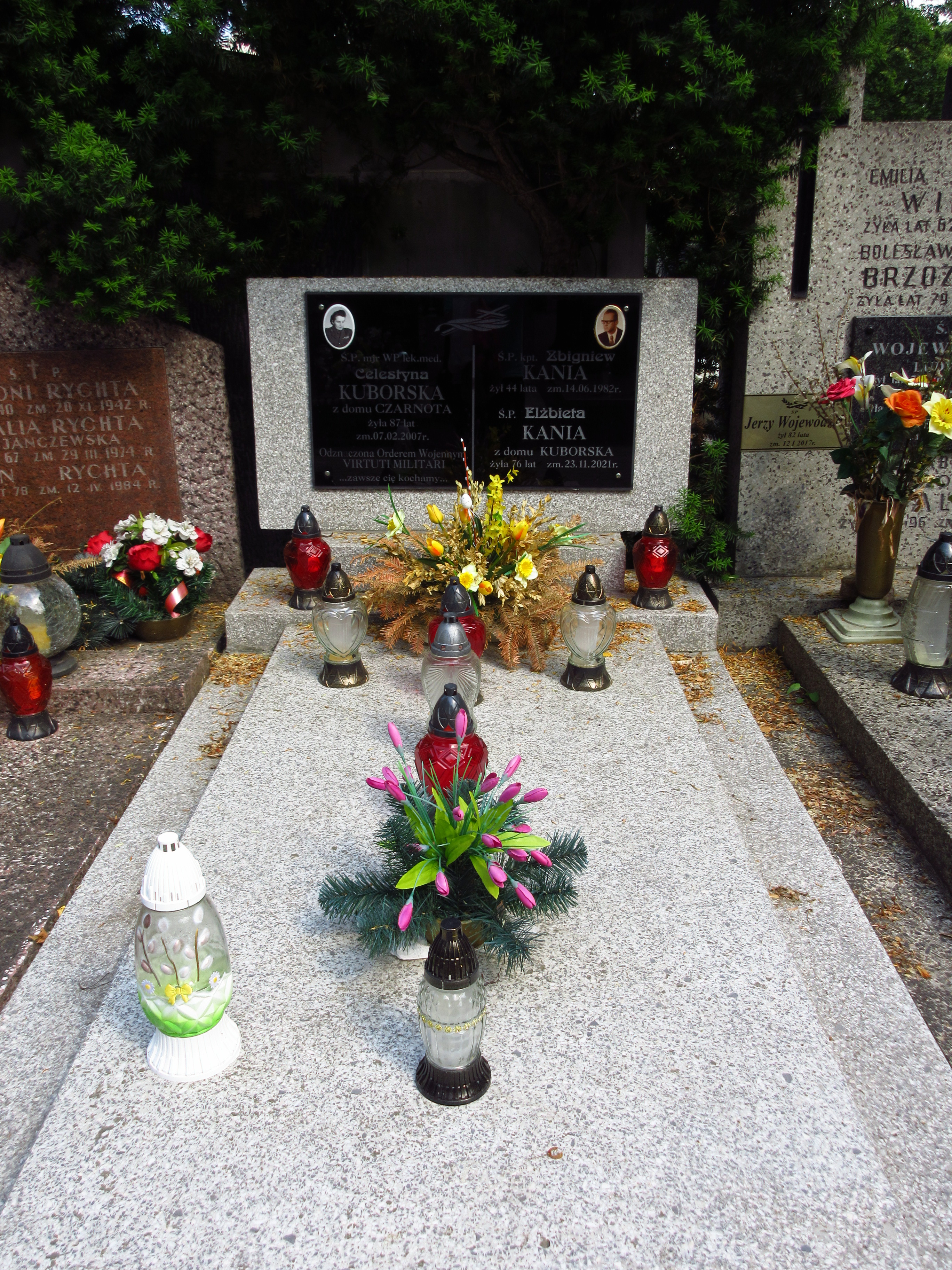
Grób Celestyny Kuborskiej na Cmentarzu Bródnowskim.

Podczas trwającego powstania warszawskiego, w sierpniu i wrześniu 1944 prowadziła punkt sanitarny w Bazylice na Kawęczyńskiej. 6 września tegoż roku zgłosiła się na punkt zbiorczy znajdujący się w Wiązownej k. Warszawy, gdzie wcielono ją do 1 Armii Wojska Polskiego i przydzielono do 1 Samodzielnego Batalionu Inżynieryjnego na stanowisko maszynistki i tłumaczki. W okresie listopad−grudzień odbyła kurs oficerów liniowych, zawierając w tym czasie „ślub wojskowy” z oficerem Armii Czerwonej Władysławem Kuborskim. W grudniu przeniesiona do 6 Sam. Bat. Drogowego 2 Armii Wojska Polskiego, którego dowódcą był jej „mąż”. Po przeszkoleniu sanitarnym, w szeregach macierzystej  jednostki jako st. felczer przeszła cały szlak bojowy przez Poznań, Piłę, Czernichów, Krzyż, Wrocław, forsowanie Nysy Łużyckiej, Kamenz. Podczas działań frontowych, 15 lutego 1945 w znajdującej się na terenie Niemiec miejscowości Siebitz zalegalizowała swój związek małżeński z W. Kuborskim. 1 maja pod Konigswerde została ranna. Rozkazem Naczelnego Dowództwa Wojska Polskiego z 1 maja 1945 została mianowana na stopień chorążego.
Pełnienie służby w 6 Sam. Bat. Drogowym zakończyła 27 kwietnia 1946. Od 1 czerwca do 1 lipca pełniła obowiązki kierowniczki apteki ambulatorium sztabu w DOW 1, następnie od lipca do połowy września pracowała jako sekretarka w Naczelnej Prokuraturze Wojskowej, a do lipca 1947 była zastępcą kierownika kancelarii ogólnej i tajnej w Biurze III Wiceministra Obrony Narodowej. Do 13 września 1948 pracowała jako sekretarka Szefa Departamentu Personalnego Ministerstwa Obrony Narodowej. Od 1947 należała do PPR, później PZPR.
Powojenna sytuacja życiowa Celestyny została zdominowana przez trudne warunki rodzinne i materialne. Męża, w 1947 przeniesiono do ZSRR do Zagorska, więc porzucił ją z małą córką Elżbietą ur. 30 września 1945 w Śródborowie. Córkę oraz synka Ryszarda, którego urodziła w 1956 wychowywała samotnie, w ciągłej rozterce między obowiązkami zawodowymi, a obowiązkami matki. W związku z redukcją etatów w lipcu 1947 została zdemobilizowana z WP, lecz we wrześniu 1948 została ponownie powołana i skierowana na Fakultet Wojskowy Wydziału Lekarskiego Uniwersytetu Warszawskiego. Studiowała z przerwami, a zakończyła je dopiero w 1966. Przed zakończeniem studiów i uzyskaniem dyplomu pracowała w latach 1955−56 jako lekarz Pogotowia Ratunkowego w Warszawie oraz do końca 1959 w Wydziale Zdrowia Dzielnicy Mokotów. Po ukończeniu studiów była zatrudniana w szpitalach na różnych stanowiskach lekarskich. Żyła i mieszkała w Warszawie.
Zmarła 7 lutego 2007 i została pochowana na cmentarzu Bródzieńskim, sektor 20A, rząd 6, nr 18.

## Awanse
- Chorąży – 1 maj 1945
- Podporucznik – kwiecień 1953
- Porucznik – 16 września 1968
- Kapitan – 17 września 1982

## Odznaczenia
- Krzyż Srebrny Orderu Virtuti Militari[a] – za czynny udział w walkach z hitlerowskim najeźdźcą
- Krzyż Walecznych
- Srebrny Medal „Zasłużonym na Polu Chwały”
- Medal za Warszawę 1939–1945
- Medal Zwycięstwa i Wolności 1945
- Medal za Odrę, Nysę, Bałtyk